# Дом первой типографии в Америке
Дом первой типографии в Америке (исп. Casa de la Primera Imprenta de América) находится на пересечении улиц Монеда и Лисенсиадо Примо Вердад, в историческом центре Мехико. В нём был расположен первый печатный станок или типография в Новом Свете. Печатник Хуан Паблос издал по крайней мере 35 книг в этой типографии с 1539 года, датой выхода первой книги, напечатанной в Америке, и его смертью в 1560 году.
Первоначальный дом был построен по инициативе Херонимо де Агилара в 1524 году и располагался на краю участка, служившего священной территорией ацтекского Темпло Майора до завоевания Мексики испанцами.
По разрешению испанского короля Карла V и архиепископа Мехико, Хуана де Сумарраги, в 1539 году в Мехико из Европы был привезён печатный станок. Типография была основана в доме, позднее получившим название Дом колоколов (исп. Casa de las Campanas), севильским издателем Хуаном Кромбергером вместе с итальянским печатником Хуаном Паблосом, который трудился в этой типографии в течение десяти лет, зарабатывая себе лишь на текущие расходы. Они начали печатать документы, связанные с вице-королевством и церковью. Одним из таких документов был катехизис под названием «Краткое и наиболее сжатое изложение христианского учения на мексиканском языке», написанный самим архиепископом.
После закрытия типографии дом впоследствии неоднократно переходил из рук в руки и использовался для различных целей. В XVII веке он принадлежал монастырю Санта-Тереса-де-ла-Орден-де-лас-Кармелас-Реформадас, а позже, в XVIII веке, он принадлежал Королевскому военному ордену Богоматери, благословляющей выкуп уроженцев Мехико из плена. В 1847 году американские войска заняли дом, уничтожив находившиеся в нём архивы. Дом тогда принадлежал нескольким гражданским лицам, в том числе одному, который использовал его для хранения мебели. В XX веке здание преимущественно использовалось под офисы, в том числе там находилась кампания по оказанию полиграфических услуг, носившая название «Imprenta y Papelería Militar „Marte“». Дом продолжал переходить из рук в руки до 1989 года, когда Столичный автономный университет (UAM) приобрёл его с намерением восстановить.
Столичный автономный университет работал с Программой восстановления исторического центра, сотрудничая с Национальным институтом антропологии. Примерно на глубине 82 см от поверхности первого этажа была обнаружена каменная голова змеи времён ацтеков. Возможно, что эта голова была видна обитателям здания в XVI и XVII веках.
Ныне дом служит Центром непрерывного образования при Столичном автономном университете. В нём располагаются различные выставочные залы, книжный магазин и помещения для конференций и учебных занятий. В 2008 году в доме открылся книжный музей, где выставлены некоторые из старейших книг Мексики.